# Apegus recurvistigmalis
Apegus recurvistigmalis is een vliesvleugelig insect uit de familie van de Scelionidae. De wetenschappelijke naam van de soort is voor het eerst geldig gepubliceerd in 1969 door Szabó.